# Allium tardiflorum
Allium tardiflorum är en amaryllisväxtart som beskrevs av Fania Weissmann- Kollmann och Shmida. Allium tardiflorum ingår i släktet lökar, och familjen amaryllisväxter.
Artens utbredningsområde är Israel. Inga underarter finns listade i Catalogue of Life.

## Bildgalleri

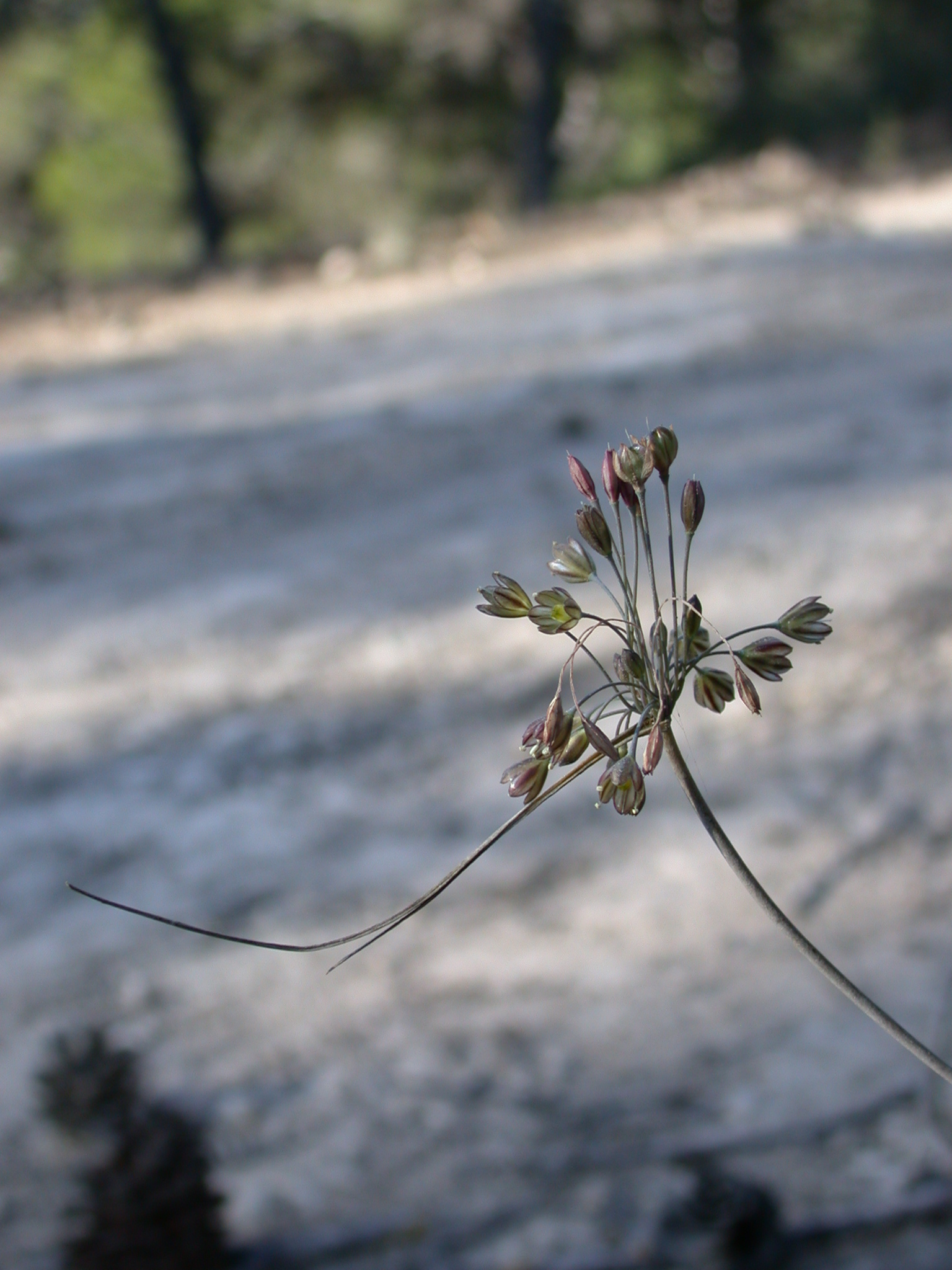
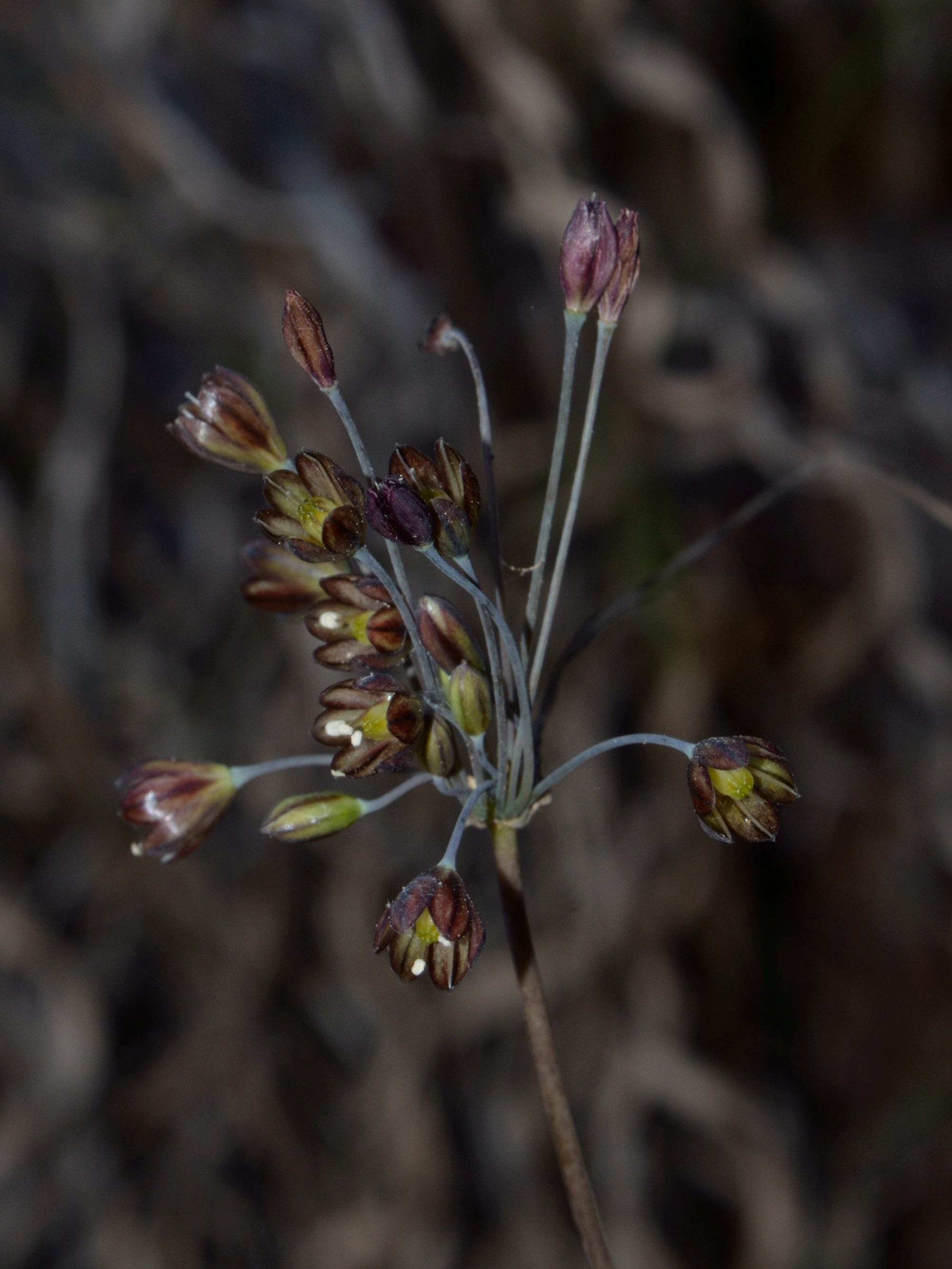